# Neo-uvaria
Neo-uvaria là chi thực vật có hoa trong họ Annonaceae.
Chi Enicosanthum (hiện nay được coi là đồng nghĩa của Monoon) dường như là họ hàng gần nhất của Neo-uvaria.

## Lịch sử phân loại
Năm 1939 Herbert Kenneth Airy Shaw dựng lên chi Neo-uvaria dựa trên Popowia foetida và Uvaria acuminatissima. Lý do chính để thiết lập chi này là do ông nghĩ rằng nó có quan hệ gần với Uvaria, nhưng khác ở chỗ các loài Uvaria là dây leo thân gỗ, trong khi 2 loài nói trên là cây gỗ cao với các lông che phủ hình sao. Năm 1955, Sinclair cho rằng Neo-uvaria có lẽ có quan hệ họ hàng với Popowia. Sự tương tự duy nhất giữa Neo-uvaria và Uvaria chỉ là lông che phủ hình sao. Năm 1992 Van Heusden nghiên cứu hình thái học hoa của Annonaceae và nhận thấy các cánh hoa của Neo-uvaria dày và mọng bất thường. Ngoài ra, sự hiện diện của lông che phủ hình sao cũng là kỳ dị đối với Neo-uvaria, do phần lớn các chi của họ Na không có các lông này.
Các nghiên cứu phát sinh chủng loài năm 2004 (Mols et al., Richardson et al.) cho thấy Neo-uvaria không có quan hệ họ hàng gần với Uvaria mà nó thuộc về nhánh miliusoid, trong đó có Popowia.

## Phân bố
Đông Nam Á, bao gồm: Borneo, Lào, Malaysia, Philippines, Thái Lan.

## Các loài
Bảy loài công nhận dưới đây lấy theo Plants of the World Online:
- Neo-uvaria acuminatissima (Miq.) Airy Shaw, 1939 (đồng nghĩa: Neo-uvaria foetida (Maingay ex Hook.f. & Thomson) Airy Shaw, 1939): Malaysia.
- Neo-uvaria laosensis Tagane & Soulad., 2018:[8] Lào.
- Neo-uvaria merrillii (C.B.Rob.) Chaowasku, 2011:[3] Philippines, chuyển từ chi Mitrephora.
- Neo-uvaria parallelivenia (Boerl.) H.Okada & K.Ueda, 1984: Borneo.
- Neo-uvaria sparsistellata Chaowasku, 2011:[3] Thái Lan.
- Neo-uvaria telopea Chaowasku, 2011:[3] Thái Lan.
- Neo-uvaria viridifolia (Elmer) Chaowasku, 2011:[3] Philippines, chuyển từ chi Mitrephora.